# Formule de la Mohawk Valley
La formule de la Mohawk Valley (en) est une technique destinée à briser une grève ; elle aurait été écrite par James Rand, Jr. (en), le président de la société Remington Rand à l'époque de la grève de Remington Rand (en) à Ilion (New York) qui s'est déroulée de 1936 à 1937.

## Historique
Ce plan consistait à discréditer les dirigeants syndicaux, effrayer le public par la menace de la violence, faire appel à la police locale et aux milices pour intimider les grévistes, former des associations « d'employés loyaux » pour influencer le débat public, fortifier les lieux de travail, employer un grand nombre de travailleurs de remplacement, et menacer de fermer l'usine si le travail ne reprenait pas. 
L'authenticité du plan écrit n'a jamais été clairement établie ; il a été publié dans le bulletin des relations du travail du National Association of Manufacturers (NAM), mais aucune copie originale n'a été trouvée. Certaines parties de ce plan se montraient complaisantes envers le point de vue des organisateurs du travail ; la société Remington Rand a effectivement réprimé impitoyablement les grèves, comme il l'a été indiqué dans une décision rendue par le National Labor Relations Board, et cette méthode a été acceptée comme un « guide » des moyens utilisés. 
Au moins une source cite le briseur de grève Pearl Bergoff et sa soi-disant « Technique Bergoff » comme étant à l'origine de la formule. Rand et Bergoff ont tous deux été inculpés par le même grand jury fédéral pour leur rôle dans la grève de Remington Rand.

## Éléments de la Formule
Ce qui suit est le texte de la formule de la Vallée Mohawk tel que cité dans la presse syndicale: 
1. 1. Lorsqu'une grève est menacée, qualifiez les dirigeants syndicaux d'"agitateurs" pour les discréditer auprès du public et de leurs propres partisans. Procéder au scrutin sous les contremaîtres afin de vérifier la force du syndicat et de rendre possible la fausse représentation des grévistes en tant que petite minorité. Exercer une pression économique en menaçant de déplacer l'usine, aligner les banquiers, les propriétaires immobiliers et les hommes d'affaires en un "comité de citoyens".
  2. Brandir la bannière de "la loi et de l'ordre" faisant ainsi augmenter l'utilisation de masse d'armes légales et policières à l'encontre d'une violence imaginaire et oublier que les employés ont les mêmes droits que les autres membres de la communauté.
  3. Convoquer une "réunion de masse" pour coordonner le sentiment du public contre la grève et renforcer le comité des citoyens.
  4. Former une grande force de police pour intimider les grévistes et exercer un effet psychologique. Utiliser la police locale, la police d’État, les "justiciers" (vigilantes AN), les députés spéciaux choisis, si possible, dans d'autres quartiers.
  5. Convaincre les grévistes que leur cause est désespérée avec un mouvement de "retour au travail" par une association fantoche de soi-disant "employés loyaux" secrètement organisée par l'employeur.
  6. Lorsque suffisamment de demandes sont disponibles, fixez une date pour la réouverture de l'usine en faisant demander cette réouverture par l'association de "retour au travail" de la marionnette.
  7. Mettez en scène l'"ouverture" de façon théâtrale en ouvrant les portes et en faisant marcher les employés en masse protégée par les escouades de policiers afin de dramatiser et d’exagérer l'ouverture et de renforcer l'effet démoralisant.
  8. Démoraliser les grévistes avec une démonstration de force continue. Si nécessaire, transformez la localité en camp belliqueux et barricadez-la du monde extérieur.
  9. Fermez le barrage publicitaire sur le thème que l'usine est en pleine opération et que les grévistes ne sont qu'une minorité tentant de porter atteinte au droit du travail. Avec cela, la campagne est terminée, l'employeur a rompu la grève.